# The New Zealand Mail
The New Zealand Mail war eine 1871 von Thomas Wilmor McKenzie (1827–1911) gegründet Wochenzeitung in Neuseeland.

## Geschichte
McKenzie kam 1840 nach Neuseeland und arbeitete zunächst als Redakteur für die New Zealand Gazette und den Wellington Spectator. 1845 gründete er den Wellington Independent, in dem er Anfang 1871 die folgende Erklärung veröffentlicht ließ:

“'On Saturdays, we intend publishing a "weekly," containing all the news of the week and a great amount of matter, original and selected, specially interesting to country settlers. Our first "weekly" will appear next Saturday, and will tell its own story’.”

„„Wir beabsichtigen an Samstagen eine "Wochenzeitung" herauszugeben, die alle Nachrichten der Woche und eine große Menge origineller und ausgewählter Artikel enthält, die besonders für die Siedler auf dem Land interessant sind. Unsere erste "Wochenzeitung" wird am nächsten Samstag erscheinen und ihre eigene Geschichte erzählen“.“

Dies war die Ankündigung und der Start für die New Zealand Mail, die mit einer Ausgabe von 20 Seiten startete und bald darauf auf einen Umfang von 24 Seiten anwuchs. Zwei Jähre später kaufte der bekannte Journalist und spätere Premierminister Julius Vogel (1835–1899) über die von ihm gegründete New Zealand Times Company die Zeitung. McKenzie wurde Manager und Sekretär der New Zealand Times Company. Vogel und McKenzie hofften, die New Zealand Mail zur führenden neuseelandweiten Wochenzeitung zu machen, was jedoch nicht gelang. Vogel, der 1876 nach London gegangen war, verkaufte die Zeitung schließlich Ende 1879 an J. Chantry Harris (1830–1895), der das Blatt wiederum an 1890 an Captain William Baldwin verkaufte und von der zweiten New Zealand Times Company übernommen wurde.
1893 wurde die Ausgaben der The New Zealand Mail auf 46 Seiten erweitert und Charles Wilson, der auch bei der New Zealand Times als Redakteur gearbeitet hatte, gab dort sein Engagement auf, um sich ganz der The New Zealand Mail zu widmen. Zu dieser Zeit enthielt das Blatt bereits schon Illustrationen. Wilson blieb Redakteur und Manager der Zeitung bis 1901 und wechselte dann als Bibliothekar zur  General Assembly Library des Neuseeländischen Parlaments.
1902 konnte die The New Zealand Mail zusammen mit der New Zealand Times in ein neues Gebäude am Lambton Quay in Wellington beziehen. Ein Fotostudio und zwei Dunkelkammern im obersten Stockwerk eröffneten den Blättern neue Möglichkeiten ihre Seiten mit Fotos zu versehen. 1908 kaufte die NZ Graphic Company die Wochenzeitung und am 2. Juli 1913 wurde dann die The New Zealand Mail und die Weekly Graphic in die Auckland Weekly News integriert. Die Auckland Weekly News bestand dann noch bis 1971.